# Czas suahili
Czas suahili – tradycyjny czas używany we wschodniej Afryce, głównie Tanzanii oraz Kenii, gdzie językiem urzędowym jest suahili. Różnica między czasem urzędowym a czasem suahili wynika z różnych poglądów dotyczących chwili rozpoczęcia i zakończenia dnia. Dzień w czasie suahili rozpoczyna się z chwilą wschodu słońca, a nie o północy, jak to jest stosowane w urzędowo przyjętym pojęciu czasu. 

## Przelicznik

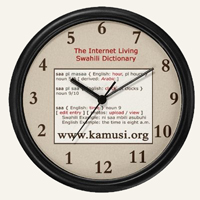
Typowy zegarek suahili

Aby otrzymać czas suahili, należy odjąć sześć godzin od godziny czasu urzędowego.

## Zegarek
Typowy zegar suahili wygląda jak europejski zegar odwrócony "do góry nogami". Na samej górze jest cyfra 6 (tam, gdzie zwykle dwunasta), natomiast godzina 12 jest na samym dole (tam gdzie zwykle szósta). Na miejscu dziewiątej jest godzina trzecia i odwrotnie.